# 肅島
38°59′28″N 125°42′41″E / 38.9911°N 125.7114°E
肅島（朝鮮語：숙도）是位於朝鮮民主主義人民共和國平壤市中區域大同江上的河島。位於豆老島以東、羊角島以西。上有肅島遊樂園、肅島革命遺址。平壤市內暫無直接通往該島的橋梁。